# Philippuskreuz

Flagge Islands mit heraldisch rechtsliegendem Philippuskreuz

Wappen von Wittibreut mit Philippuskreuz als Taukreuz

Das Philippuskreuz, französisch Croix de Saint-Philippe, ist nach dem Apostel Philippus benannt. Es ist eine selten gebrauchte Wappenfigur in der Heraldik und wird in zwei verschiedenen Formen dargestellt.

## Darstellung
Dargestellt wird in der Regel ein waagrecht liegendes lateinisches Kreuz. Dieses muss bei der Wappenbeschreibung je nach Lage im Wappenschild oder -feld in rechts oder links liegend erwähnt werden.
Die Flaggen aller skandinavischen Staaten enthalten ein heraldisch rechts liegendes Philippuskreuz. Wegen der Schwierigkeit, zwischen links- und rechtsliegend bei der Blasonierung ausdrücklich zu unterscheiden und wegen der in der Blasonierung gebotenen sprachlichen Kürze, findet der Begriff rechtsliegendes Philippuskreuz hierbei nur selten Verwendung; stattdessen ist der Ausdruck skandinavisches Kreuz gebräuchlich.
Eine zweite Version eines Kreuzes unter der Bezeichnung Philippuskreuz stellt das Tau-Kreuz dar. Beispiel hierfür ist das Wappen der Gemeinde Wittibreut, deren Wappenbeschreibung ein abgebildetes T-Kreuz als Philippuskreuz bezeichnet, um auf einen der Pfarrpatrone der Ortskirche zu verweisen.

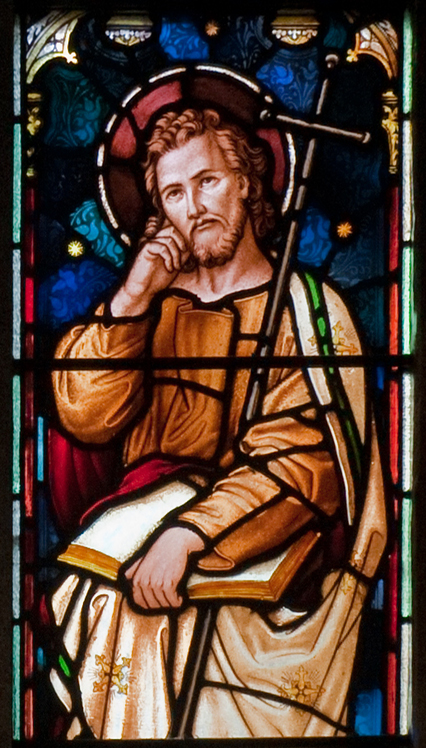
Apostel Philippus mit aufgeschlagenem Buch und Lateinischem Kreuz in einem Glasfenster der Sankt-Aidan-Kathedrale von Enniscorthy

## Geschichte
Das liegende Philippuskreuz ist nicht, wie zu vermuten, ein Attribut des Apostels und Märtyrers Philippus. Dieser wird in der Ikonografie vorwiegend mit einem aufrecht gehaltenen lateinischen Kreuz mit langem Fußarm und einem Buch als Erkennungszeichen dargestellt. Entstanden sein könnte das liegende Philippuskreuz aus der gemeinsamen symbolischen Darstellung dieser beiden Erkennungszeichen, wobei diagonal über einem liegenden (ggf. offenen) Buch ein lateinisches Kreuz liegt, um auf den Apostel zu verweisen.

Wirmer-Flagge

Josef Wirmer (1901–1944) hatte das Philippuskreuz in Schwarz-Gold-Rot als künftige Nationalflagge Deutschlands nach dem geplanten Sturz Hitlers durch das Attentat vom 20. Juli 1944 vorgeschlagen. Während der EM 2012 empfahl das islamfeindliche Blog Politically Incorrect die Flagge als „kultige“ Alternative zur Deutschlandflagge; der Verfasser sah in der Wirmer-Flagge ein Symbol „für die Selbstbestimmung der Deutschen“. 2015 tauchte die Flaggenvariante bei Pegida-Demonstrationen auf.